# Hemidactylus aporus
Hemidactylus aporus es una especie de gecos de la familia Gekkonidae.

## Distribución geográfica yhábitat
Es endémica de las selvas de la isla de Annobón (Guinea Ecuatorial). Su rango altitudinal oscila alrededor de 500 m s. n. m..